# Puchar Irlandii w piłce siatkowej mężczyzn (2008)
Puchar Irlandii w piłce siatkowej mężczyzn 2008 (właściwie VAI Association Cup 2008) – rozgrywki o siatkarski Puchar Irlandii. Brały w nich udział kluby z Premier 32 League oraz Division 1. Zainaugurowane zostały 23 lutego. Finał odbył się 26 kwietnia w UCD Sports Complex w Dublinie.
Puchar Irlandii zdobył klub Aer Lingus, który w finale pokonał Trinity College Dublin.
MVP finału wybrany został zawodnik Trinity College Dublin Enrico Perla.

## Drużyny uczestniczące
| Premier 32 League 6 drużyn | Premier 32 League 6 drużyn |
| -------------------------- | -------------------------- |
| Aer Lingus                 | zwycięstwo                 |
| Aer Lingus Jets            | ćwierćfinał                |
| cbphoto.ie                 | 1. runda                   |
| DCU Patriots               | półfinał                   |
| Trinity College Dublin     | finał                      |
| UCD                        | ćwierćfinał                |

| Division 1 3 drużyny | Division 1 3 drużyny |
| -------------------- | -------------------- |
| Cork                 | półfinał             |
| Newbridge Jaguars    | ćwierćfinał          |
| White Eagles         | ćwierćfinał          |

| Pozostałe 1 drużyna | Pozostałe 1 drużyna |
| ------------------- | ------------------- |
| NUI Maynooth        | 1. runda            |

## 1. runda
Mecze 1. rundy odbyły się 23 i 29 lutego.
| Drużyna 1    |     | Drużyna 2  | Sety                         |
| ------------ | --- | ---------- | ---------------------------- |
| Cork         | 3:1 | cbphoto.ie | (25:20, 24:26, 25:21, 25:22) |
| NUI Maynooth | 0:3 | UCD        | (9:25, 16:25, 22:25)         |

## Ćwierćfinały
Mecze ćwierćfinałowe odbyły się w dniach 8-14 marca.
| Drużyna 1    |     | Drużyna 2              | Sety                         |
| ------------ | --- | ---------------------- | ---------------------------- |
| White Eagles | 0:3 | Trinity College Dublin | (12:25, 14:25, 19:25)        |
| Cork         | 3:1 | UCD                    | (25:20, 25:20, 13:25, 25:19) |
| Aer Lingus   | 3:0 | Newbridge Jaguars      | (26:24, 25:20, 25:18)        |
| DCU Patriots | 3:1 | Aer Lingus Jets        | (25:17, 22:25, 25:18, 25:23) |

## Półfinały
Mecze półfinałowe odbyły się 5 i 6 kwietnia.
| Drużyna 1              |     | Drużyna 2    | Sety                               |
| ---------------------- | --- | ------------ | ---------------------------------- |
| Trinity College Dublin | 3:1 | Cork         | (25:18, 18:25, 25:18, 25:18)       |
| Aer Lingus             | 3:2 | DCU Patriots | (25:18, 17:25, 25:23, 13:25, 15:8) |

## Finał
Mecz finałowy odbył się 26 kwietnia.
| Drużyna 1              |     | Drużyna 2  | Sety                               |
| ---------------------- | --- | ---------- | ---------------------------------- |
| Trinity College Dublin | 2:3 | Aer Lingus | (25:21, 25:22, 22:25, 20:25, 9:15) |